# 南野彼方
南野 彼方（みなみの かなた、男性）は、日本のイラストレーター・漫画家。岐阜県出身。漫画家としてのペンネームは田仲 康二（たなか こうじ）。
サラリーマンを経てフリーのイラストレーターとなり、2002年頃よりコンピュータゲームのキャラクターデザインや原画を手がけるようになる。代表作は「マビノ×スタイル」（KID）。
『月刊コミックラッシュ』（ジャイブ）2007年11 - 12月号掲載の「C×C（コネクト×コレクト）」前・後編（原作・秋タカシ）で漫画家デビュー。

## 主な作品

### 原画
- たまきゅう（フェアリーテール月星組）※一部
- マビノ×スタイル（KID）
- Dear Pianissimo refrain（工画堂スタジオ）※追加キャラクターデザイン
- Piaキャロットへようこそ!!3.3

### 挿絵
- ナッツ・クラッカー -リンゴの誘惑-（狩野鏡著・スーパーダッシュ文庫）
- 世界は悪魔で満ちている?（相原あきら著・電撃文庫）
- 地獄少女 うつろいの彼岸花（天羽沙夜著・ファミ通文庫）
- 星図詠のリーナ（川口士著・一迅社文庫）

### その他
- 萌える! CG教室（『ゲームラボ』、2002年1月号 - 2003年3月号担当）
- ふわふわ科学（『まんがタイムきららMAX』、2011年1 - 2月号掲載の後、2011年5月号 - 2013年5月号）※田仲康二名義

## 交流関係
- 小林尽（南野の同人誌にゲスト参加。南野自身も小林の連載「夏のあらし!」をサポートしたことがある）